# 毎日こどもしんぶん
毎日こどもしんぶん（まいにちこどもしんぶん）は、毎日新聞社がかつて発行していた幼稚園年長組から小学校1〜2年生を対象とした子供向けの週刊新聞である。1976年3月27日創刊。毎週土曜日に発行されていた。

## 歴史
毎日小学生新聞の低学年向けの位置付けとして創刊され、スポーツ、科学、社会や動物の話題などを掲載。紙面は全面オールカラーで、2面見開きの連載漫画も掲載されていた。
発行部数の低迷や少子化の影響などから2000年3月25日発行分をもって毎日小学生新聞に紙面統合される形で休刊となった。

## 連載された主な漫画作品
- Uボー（藤子・F・不二雄（連載当時は藤子不二雄））
- ポッポロ（いそほゆうすけ）
- でんわかいじゅうナゼゴン（田中道明）
- おはよーちゃん（内山安二）